# 苏格马县

苏格马县

苏格马县是印度恰蒂斯加尔邦最南端的县，为诸县中最新成立的一个。它是印度最不发达的地区之一，苏格马县与巴斯塔县、奥里萨邦（马尔坎基里县）、安得拉邦（东哥达瓦里县）和特伦甘纳邦（坎曼县）接壤。该县受毛主义严重影响。

## 人口
男性占其人口的66％，女性占34％。该地区是全国识字率最低的地区之一，识字率仅为31％，远低于全国平均水平59.5％。20％的人口不满6岁。

## 交通
附近没有火车站。道路条件非常差。